# Конвой № 3004/3002
Конвой № 3004 (за іншими даними № 3002) — японський конвой часів Другої світової війни, проведення якого відбувалось у жовтні 1943 року.
Пунктом призначення конвою був атол Трук (Чуук) у центральній частині Каролінських островів, де ще до війни створили потужну базу японського ВМФ, з якої до лютого 1944 року провадились операції у цілому ряді архіпелагів. Вихідним пунктом став розташований у Токійській затоці порт Йокосука (саме звідси традиційно вирушала більшість конвоїв на Трук).
До складу конвою увійшли флотське судно постачання «Ірако» і транспорт «Токіо-Мару», тоді як ескорт забезпечував есмінець «Сірацую».
Загін вирушив з порту 4 жовтня 1943 року. Його маршрут пролягав через кілька традиційних районів патрулювання американських підводних човнів, які зазвичай діяли поблизу східного узбережжя Японського архіпелагу, біля островів Оґасавара, Маріанських островів та на підходах до Труку. Утім, цього разу конвой зміг прослідувати без інцидентів та 13 жовтня прибув на Трук.